# Björn Bjerke
Björn Bjerke (1941) is een Zweeds bedrijfskundige en methodoloog werkzaam aan de Universiteit van Stockholm. Bjerke is internationaal bekend door het boek Methodology for creating business knowledge uit 1997 geschreven samen met Ingeman Arbnor.
Bjerke studeerde en promoveerde aan de Universiteit van Lund en werkte hier als docent bedrijfskunde en methodologie. Later was hij professor in University of Maiduguri in Nigeria, de University of Southern California, de Waikato University in Nieuw-Zeeland, de King Fahd University of Petroleum and Minerals in Saoedi-Arabië, in en was fellow aan de Nationale Universiteit van Singapore. 

Sinds 1 juni 1999 is hij hoogleraar entrepeneurschap en kleinbedrijf aan de Universiteit van Stockhol en sinds 2001 ook aan de universiteit van Malmö. Zijn onderzoeksinteresse ligt op het gebied van de methodologie voor de studie van entrepeneurschap. Björn Bjerke publiceerde een tiental boeken. Z'n laatste werk is Understanding Entrepreneurship uit 2007.